# Digitale Dividende II
Als Digitale Dividende II  wird in Deutschland die durch die Umstellung von DVB-T auf DVB-T2 HD frei werdenden Frequenzbänder bezeichnet. Diese wurden ab 27. Mai 2015 durch die Bundesnetzagentur zusammen mit weiteren Frequenzbändern in den Bereichen um 900, 1.500 und 1.800 MHz versteigert.

## Hintergrund des Freiwerdens
Per Beschluss einer Verordnungsänderung hat das Bundeskabinett Merkel im Februar 2015 die Neuvergabe von Frequenzen im 700-MHz-Band festgelegt, welche bisher für das digitale terrestrische Fernsehen DVB-T genutzt wurden. Bis 2018 wurde DVB-T auf das modernere, aber nicht abwärtskompatible DVB-T2 HD umgestellt. Die dadurch freigewordenen Frequenzen konnten ab Anfang Juli 2019 zur Bereitstellung von Breitbanddiensten im Mobilfunk verwendet werden.

## Geschichte
Im Juli 2011 veröffentlichte die Bundesnetzagentur ein „Eckpunktepapier für ein Bedarfsermittlungsverfahren“. Dieses beschränkte sich zunächst nur auf die neu zu vergebenden Frequenzen in den Bereichen um 900 und 1.800 MHz. Nachdem betroffene Unternehmen Stellungnahmen zu diesem Papier eingereicht hatten, waren diese ab Dezember 2011 zur Anmeldung ihrer prognostizierten Bedarfe aufgerufen. Erst im Juli 2014 wurde entschieden, auch die digitale Dividende 2, also Frequenzen im Bereich um 700 MHz, sowie weitere Frequenzen im Bereich um 1.500 MHz in das Vergabeverfahren mit aufzunehmen. Insgesamt wurden nun Frequenzen im Umfang von 270 MHz versteigert. Daher bat die Bundesnetzagentur die Unternehmen zur Aktualisierung ihrer prognostizierten Bedarfe – auch im Hinblick auf die anstehende Fusion der beiden Netzbetreiber Telefónica und E-Plus.
Im Oktober 2014 wurde der Entscheidungsentwurf der Bundesnetzagentur veröffentlicht, auf den die Unternehmen sowohl in schriftlichen Stellungnahmen als auch in einer mündlichen Anhörung antworten konnten. Im Januar 2015 traf die Agentur ihre endgültige Entscheidung über die Frequenzen sowie die Vergabe- und Auktionsregeln. Gegen diesen Beschluss reichte Telefónica Germany Klage vor dem Verwaltungsgericht Köln ein, da es sich durch diesen benachteiligt sah. Er sah vor, dass Telefónica im Gegensatz zu den anderen zugelassenen Bietern, Frequenzen, welche das Unternehmen im Bereich um 1.800 MHz zur Zeit besitzt, aber in der Auktion nicht wieder neu ersteigert, ein Jahr früher als die anderen Bieter zurückgeben müsse. Das Gericht urteilte, dass diese Benachteiligung unzulässig sei.
Bis zum 6. März 2015 konnten Anträge auf Zulassung zur Auktion eingereicht werden. Zur Auktion wurden die folgenden drei Unternehmen zugelassen: Telefónica Germany, Telekom Deutschland und Vodafone. Das rundenbasierte Auktionsverfahren lief vom 27. Mai bis zum 19. Juni 2015.

## Frequenzversteigerung
In den folgenden Darstellungen wird jeweils als erstes die bisherige Nutzung der Frequenzen und als zweites das neu versteigerte Spektrum dargestellt.
Die Versteigerung wurde am 19. Juni beendet. Für die insgesamt 270 MHz Spektrum wurde ein Erlös von 5.081.236.000 € erzielt.
Die Zuteilung der versteigerten Frequenzenblöcke erfolgte im August 2015.

### 700 MHz (E-UTRA Band 28) und 800 MHz (E-UTRA Band 20)
Abbildung der Nutzung des 700-MHz- und 800-MHz-Bandes in der Zeit der analogen terrestrischen Fernsehübertragung (früher), nach der Digitalen Dividende I (2012) und nach der Digitalen Dividende II (2018). Zur Verwendung der Duplexlücke in diesem Band liegen bisher keine konkreten Pläne vor. Im 800-MHz-Band wurde die Duplexlücke als Ersatzband für den Einsatz von Funkmikrofonen freigegeben.

### 900 MHz (E-UTRA Band 8)
Zu beachten ist, dass die Frequenzen der Deutschen Bahn nicht Teil der Auktion waren.

### 1.500 MHz (E-UTRA Band 32)
Die Deutsche Telekom hat angekündigt, dass die Frequenzen als FDD-Download genutzt werden sollen. Sie sollen als Downlink eingesetzt werden, das Signal vom Smartphone zum Sendemast soll dagegen über LTE 800, LTE 2600 oder einer der dazwischenliegenden Frequenzbänder (LTE 900, LTE 1800 oder LTE 2100) übermittelt werden. Smartphones, die diese Frequenzen unterstützen, gibt es aber bisher nur wenige (Stand: 2017).

### 1.800 MHz (E-UTRA Band 3)
Aufgrund von Verzicht durch die Telefónica-Gruppe trat die neue Frequenzverteilung schon zum 1. Juli 2016 in Kraft, anstatt wie ursprünglich vorgesehen zum 1. Januar 2017.
Legende:
| Abkürzung | Erklärung                                                      |
| --------- | -------------------------------------------------------------- |
| DB        | Deutsche Bahn – GSM-R                                          |
| TD        | Telekom Deutschland                                            |
| VF        | Vodafone                                                       |
| E+        | Ehemals E-Plus, jetzt ebenfalls Telefónica Deutschland bzw. O2 |
| TEF/O2    | Telefónica Deutschland mit der Kernmarke O2                    |